# Cyclocross-Weltmeisterschaften 2023
Die Cyclocross-Weltmeisterschaften 2023 fanden vom 3. bis 5. Februar 2023 im niederländischen Hoogerheide statt. Der Ort war damit zum dritten Mal nach 2009 und 2014 Gastgeber der Titelkämpfe. Es handelte sich um den Parcours, auf dem sonst jedes Jahr mit dem GP Adrie van der Poel die letzten Wettbewerbe im UCI-Cyclocross-Weltcup gehalten werden.
Wie zuvor wurden sechs Einzelwettbewerbe durchgeführt, in den Kategorien Elite, U23 und Junioren jeweils für Männer und Frauen. Die Mixed-Staffel, für die es im Jahr zuvor einen Testlauf gegeben hatte, wurde zum vollwertigen Wettkampf erhoben. Die Meldelisten umfassten 277 Athleten aus 29 Nationen.
Die beiden letztjährigen Gewinner in der Elite traten nicht wieder an. Tom Pidcock zog es vor, sich auf die Straßen-Saison vorzubereiten, und Marianne Vos hatte mit gesundheitlichen Problemen zu kämpfen.

## Ergebnisse

### Mixed-Staffel
| Platz | Land           | Fahrer                                          | Fahrerinnen                                               | Zeit (min) |
| ----- | -------------- | ----------------------------------------------- | --------------------------------------------------------- | ---------- |
| 1     | Niederlande    | Ryan Kamp Tibor Del Grosso Guus van den Eijnden | Fem van Empel Leonie Bentveld Lauren Molengraaf           | 42:05      |
| 2     | Großbritannien | Thomas Mein Joseph Blackmore Alfie Amey         | Anna Kay Zoe Bäckstedt Cat Ferguson                       | + 0:31     |
| 3     | Belgien        | Laurens Sweeck Joran Wyseure Antoine Jamin      | Marion Norbert-Riberolle Julie Brouwers Xaydee Van Sinaey | + 0:33     |
| 4     | Frankreich     | Joshua Dubau Rémi Lelandais Léo Bisiaux         | Hélène Clauzel Line Burquier Célia Gery                   | + 0:37     |
| 5     | Italien        | Filippo Fontana Davide Toneatti Tommaso Cafueri | Silvia Persico Asia Zontone Federica Venturelli           | + 0:52     |

Zeitpunkt: 4. Februar 2023, 12:30 Uhr MEZ
Am neuen Wettbewerb nahmen 10 Mannschaften teil. Jede Mannschaft bestand aus sechs Fahrern bzw. Fahrerinnen, eine/einer aus jeder Kategorie, die jeweils eine Runde zurücklegten. Elite- und U23-Fahrer konnten durch einen Vertreter der jüngeren Altersklasse ersetzt werden.
Die Mannschaften konnten die Reihenfolge ihrer Fahrer selbst festlegen, so dass gleichzeitig Männer und Frauen bzw. Elite-Fahrer und Junioren auf der Strecke waren. Je nach Strategie der Teams wechselten die Positionen sehr oft. Die Niederlande führten allerdings durchgehend und setzten sich ungefährdet durch. Großbritannien errang vor allem dank Zoe Bäckstedt, die mit 18 Jahren zweitschnellste aller Frauen war, den Vorteil gegenüber Belgien. Die Bestzeit von Laurens Sweeck in der Schlussrunde konnte daran nichts mehr ändern.
Mannschaften aus dem deutschsprachigen Raum waren nicht am Start.

### Juniorinnen
| Platz | Name                | Zeit     |
| ----- | ------------------- | -------- |
| 1     | Isabella Holmgren   | 42:13    |
| 2     | Ava Holmgren        | + 0:20   |
| 3     | Célia Gery          | + 0:47   |
| 4     | Federica Venturelli | gl. Zeit |
| 5     | Xaydee Van Sinaey   | + 0:52   |
| 6     | Cat Ferguson        | + 1:00   |
| 7     | Lauren Molengraaf   | + 1:12   |
| 8     | Vanda Dlasková      | + 1:23   |
| 9     | Viktória Chladoňová | + 1:41   |
| 10    | Valentina Corvi     | + 1:47   |
| …     |                     |          |
| 16    | Messane Bräutigam   | + 2:59   |
| 42    | Anouk Schmitz       | + 7:12   |

Zeitpunkt: 4. Februar 2023, 11:00 Uhr MEZ
Bei etwas regnerischen Bedingungen gingen 47 Fahrerinnen aus 20 Nationen an den Start über 5 Runden.
Als Favoritin galt die Niederländerin Lauren Molengraaf, die den Weltcup dominiert hatte. Sie erwischte einen schwarzen Tag: in Führung liegend, wurde sie erst durch einen Radwechsel, dann durch einen Sturz zurückgeworfen, bevor ein Reifenschaden in der dritten Runde allen Ambitionen ein Ende setzte. Eine Spitzengruppe von sechs Fahrerinnen fiel ab der dritten Runde unter Führung von Isabella Holmgren auseinander, die vor ihrer Zwillingsschwester Ava gewann; die beiden waren zugleich die ersten kanadischen Medaillisten überhaupt bei Cyclocross-Weltmeisterschaften. Célia Gery entschied den Sprint um Bronze für sich.

### Männer U23
| Platz | Name                | Zeit     |
| ----- | ------------------- | -------- |
| 1     | Thibau Nys          | 50:42    |
| 2     | Tibor Del Grosso    | + 0:04   |
| 3     | Witse Meeussen      | gl. Zeit |
| 4     | Joran Wyseure       | + 0:05   |
| 5     | Jente Michels       | + 0:59   |
| 6     | Emiel Verstrynge    | + 1:05   |
| 7     | Lennert Belmans     | + 1:06   |
| 8     | Victor Van de Putte | gl. Zeit |
| 9     | Lucas Janssen       | gl. Zeit |
| 10    | Joseph Blackmore    | + 1:08   |
| …     |                     |          |
| 20    | Jan Christen        | + 2:29   |
| 21    | Dario Lillo         | + 2:50   |
| 27    | Silas Kuschla       | + 3:24   |
| 28    | Luca Harter         | + 3:26   |
| 29    | Lars Sommer         | + 3:37   |
| 33    | Hannes Degenkolb    | + 4:07   |
| 37    | Matteo Oppizzi      | + 4:44   |
| 47    | Lukas Herrmann      | 6:12     |

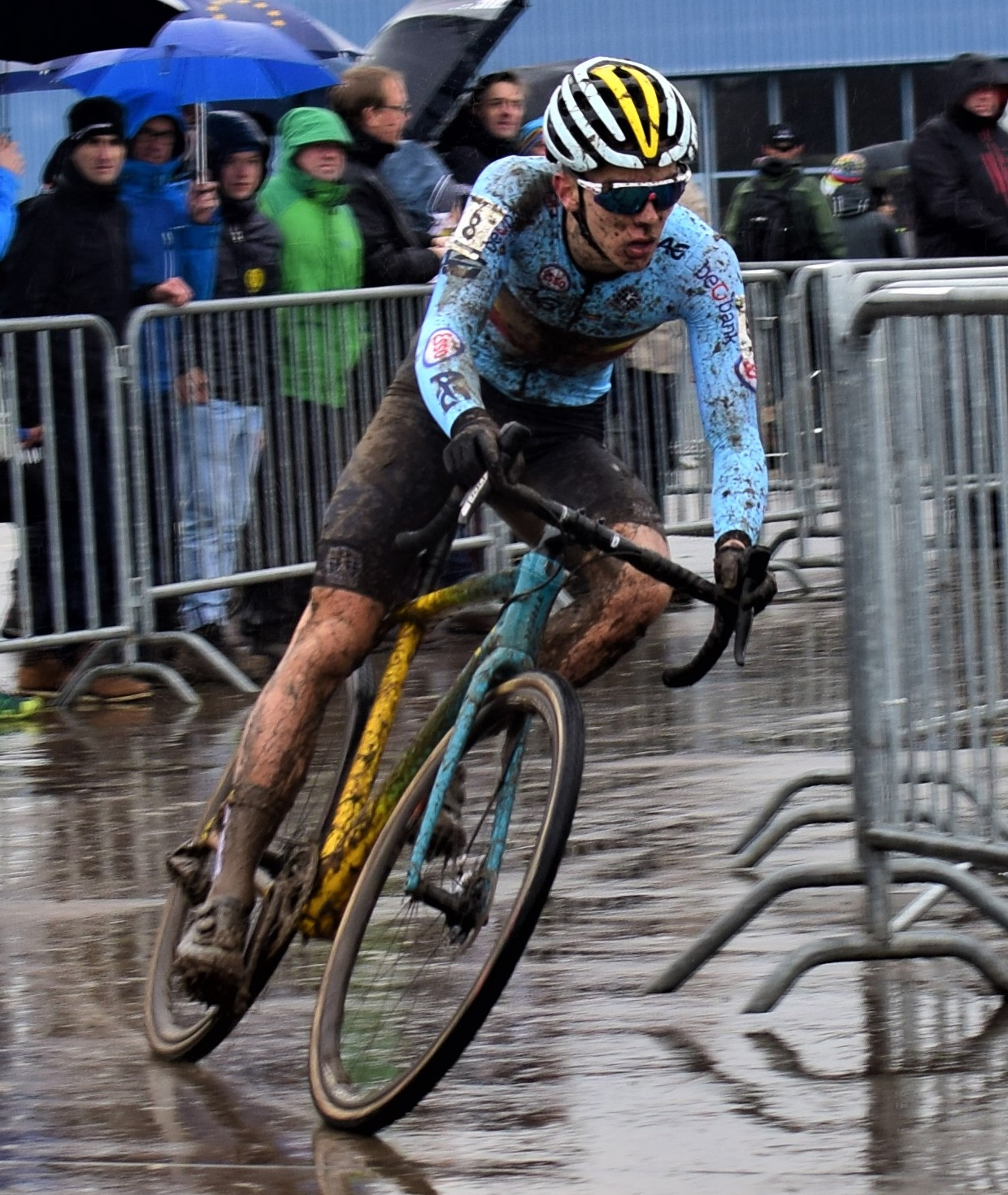
Thibau Nys, hier bei der WM 2020

Zeitpunkt: 4. Februar 2023, 13:00 Uhr MEZ
Am Start waren 51 Fahrer aus 18 Nationen. Ab der zweiten von 7 Runden begann sich Thibau Nys, der zuvor klar den U23-Weltcup gewonnen hatte, abzusetzen und gewann überlegen das Rennen. Dahinter bildete sich ein Trio aus Joran Wyseure, Witse Meeussen und Tibor Del Grosso, der sich zu Beginn mit der Reifenwahl vertan hatte, aber am Ende den Sprint um Silber gewann, während Vorjahressieger Wyseure leer ausging.

### Frauen Elite
| Platz | Name                       | Zeit   |
| ----- | -------------------------- | ------ |
| 1     | Fem van Empel              | 54:42  |
| 2     | Puck Pieterse              | + 0:39 |
| 3     | Lucinda Brand              | + 1:11 |
| 4     | Silvia Persico             | + 1:45 |
| 5     | Ceylin del Carmen Alvarado | + 1:46 |
| 6     | Annemarie Worst            | + 2:14 |
| 7     | Inge van der Heijden       | + 2:36 |
| 8     | Denise Betsema             | + 2:41 |
| 9     | Maghalie Rochette          | + 2:55 |
| 10    | Hélène Clauzel             | + 3:02 |
| …     |                            |        |
| 22    | Zina Barhoumi              | + 6:34 |
| 27    | Nadja Heigl                | LAP    |

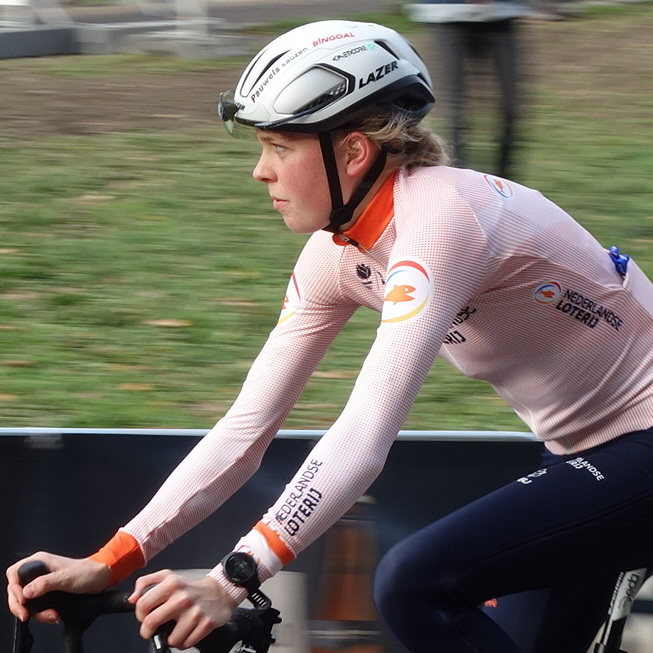
Fem van Empel, hier bei der EM 2022

Zeitpunkt: 4. Februar 2023, 15:00 Uhr MEZ
Es gingen 28 Fahrerinnen aus 14 Nationen an den Start. Die Kräfteverhältnisse im Feld waren an der Startaufstellung abzulesen, wo die erste Reihe aus acht Niederländerinnen bestand. Einzig die Vorjahres-Dritte Silvia Persico, die in der Saison nur wenige Rennen gefahren war, konnte mit diesen mithalten. An der Spitze kam es zum erwarteten Duell zwischen Fem van Empel und Puck Pieterse, die die Saison beherrscht hatten und sich, erst 20-jährig, in die Elite hatten hochstufen lassen. Die Vorentscheidung fiel in der vierten von 7 Runden, als Pieterse in einer Kurve fiel. Van Empel baute ihren Vorsprung nun kontinuierlich aus, vor allem an einem Anstieg im Wald, und gewann letztlich ungefährdet. Lucinda Brand konnte ihre von einer Verletzung unterbrochene Saison mit dem dritten Platz versöhnlich abschließen.

### Junioren
| Platz | Name               | Zeit     |
| ----- | ------------------ | -------- |
| 1     | Léo Bisiaux        | 43:48    |
| 2     | Semma Remijn       | + 0:11   |
| 3     | Yordi Corsus       | + 0:17   |
| 4     | Wies Nuyens        | gl. Zeit |
| 5     | Seppe Van den Boer | + 0:26   |
| 6     | Keije Solen        | + 0:30   |
| 7     | Mika Vijfwinkel    | + 0:42   |
| 8     | Albert Philipsen   | + 0:44   |
| 9     | Zsombor Takács     | + 0:47   |
| 10    | Václav Ježek       | + 0:48   |
| …     |                    |          |
| 23    | Max Heiner Oertzen | + 1:44   |
| 24    | Nicolas Halter     | + 1:45   |
| 26    | Noa Berton         | + 1:54   |
| 30    | Sven Sommer        | + 2:22   |
| 48    | Eike Behrens       | + 3:28   |
| 59    | Rick Meylender     | + 4:18   |
| –     | Fynn Ury           | DNF      |

Zeitpunkt: 5. Februar 2023, 11:00 Uhr MEZ
Es gingen 71 Fahrer aus 22 Nationen ins Rennen über 6 Runden. Im Gegensatz zum Vortag war es sonnig, aber windig. Weltcup-Gewinner Léo Bisiaux bestätigte seine Saisonleistung, ging ausgangs der zweiten Runde solo und sollte das Rennen überlegen gewinnen. Einzig Senna Remijn machte sich auf die Suche nach ihm und kam bis auf drei Sekunden heran, bevor er dieser Anstrengung Tribut zollen musste. Er konnte sich aber einer späten Attacke von Yordi Corsus erwehren, der seinerseits gerade noch vor seinem Teamkameraden Wies Nuyens ins Ziel kam.

### Frauen U23
| Platz | Name                  | Zeit   |
| ----- | --------------------- | ------ |
| 1     | Shirin van Anrooij    | 45:53  |
| 2     | Zoe Bäckstedt         | + 0:33 |
| 3     | Kristýna Zemanová     | + 1:32 |
| 4     | Amandine Fouquenet    | + 1:53 |
| 5     | Marie Schreiber       | + 2:05 |
| 6     | Line Burquier         | + 2:16 |
| 7     | Leonie Bentveld       | + 2:47 |
| 8     | Judith Krahl          | + 2:56 |
| 9     | Laurina Duraffourg    | + 3:07 |
| 10    | Julie Brouwers        | + 3:32 |
| …     |                       |        |
| 26    | Maïté Barthels        | + 6:44 |
| 28    | Liv Wenzel            | + 7:33 |
| 29    | Jacqueline Schneebeli | LAP    |

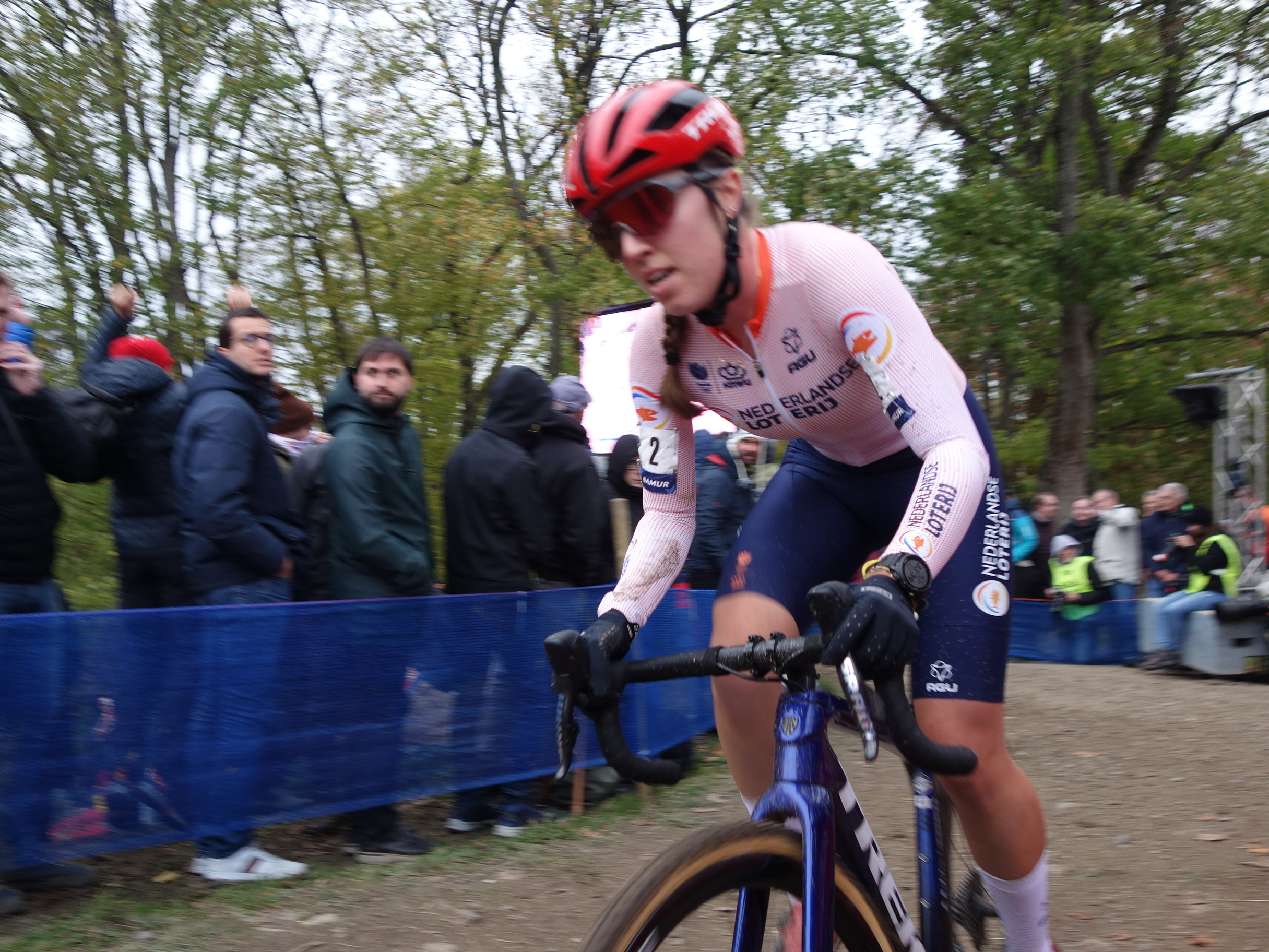
Shirin van Anrooij, hier bei der EM 2022 in Namur

Zeitpunkt: 5. Februar 2023, 13:00 Uhr MEZ
Am Start waren 32 Fahrerinnen aus 14 Nationen. Das Rennen über 6 Runden nahm weitgehend den erwarteten Verlauf: Shirin van Anrooij, Dritte des Elite-Weltcups, übernahm die Führung in der ersten Runde und wurde an ihrem 21. Geburtstag vor Heimpublikum Weltmeisterin. Einzig Zoe Bäckstedt konnte eine Zeitlang in Schlagweite bleiben. Die erwarteten Kandidaten für die Bronzemedaille, Marie Schreiber und Line Burquier, fielen durch Stürze zurück und ließen den Weg frei für Kristýna Zemanová.

### Männer Elite
| Platz | Name                   | Zeit     |
| ----- | ---------------------- | -------- |
| 1     | Mathieu van der Poel   | 1:07:20  |
| 2     | Wout van Aert          | gl. Zeit |
| 3     | Eli Iserbyt            | + 0:12   |
| 4     | Lars van der Haar      | + 0:13   |
| 5     | Michael Vanthourenhout | + 0:46   |
| 6     | Gerben Kuypers         | + 0:54   |
| 7     | Niels Vandeputte       | + 0:57   |
| 8     | Laurens Sweeck         | + 0:59   |
| 9     | Cameron Mason          | + 1:08   |
| 10    | Clément Venturini      | + 1:30   |
| …     |                        |          |
| 12    | Kevin Kuhn             | + 1:34   |
| 13    | Timon Rüegg            | gl. Zeit |
| 18    | Loris Rouiller         | + 1:38   |
| 32    | Marcel Meisen          | LAP      |
| 36    | Philipp Heigl          | LAP      |

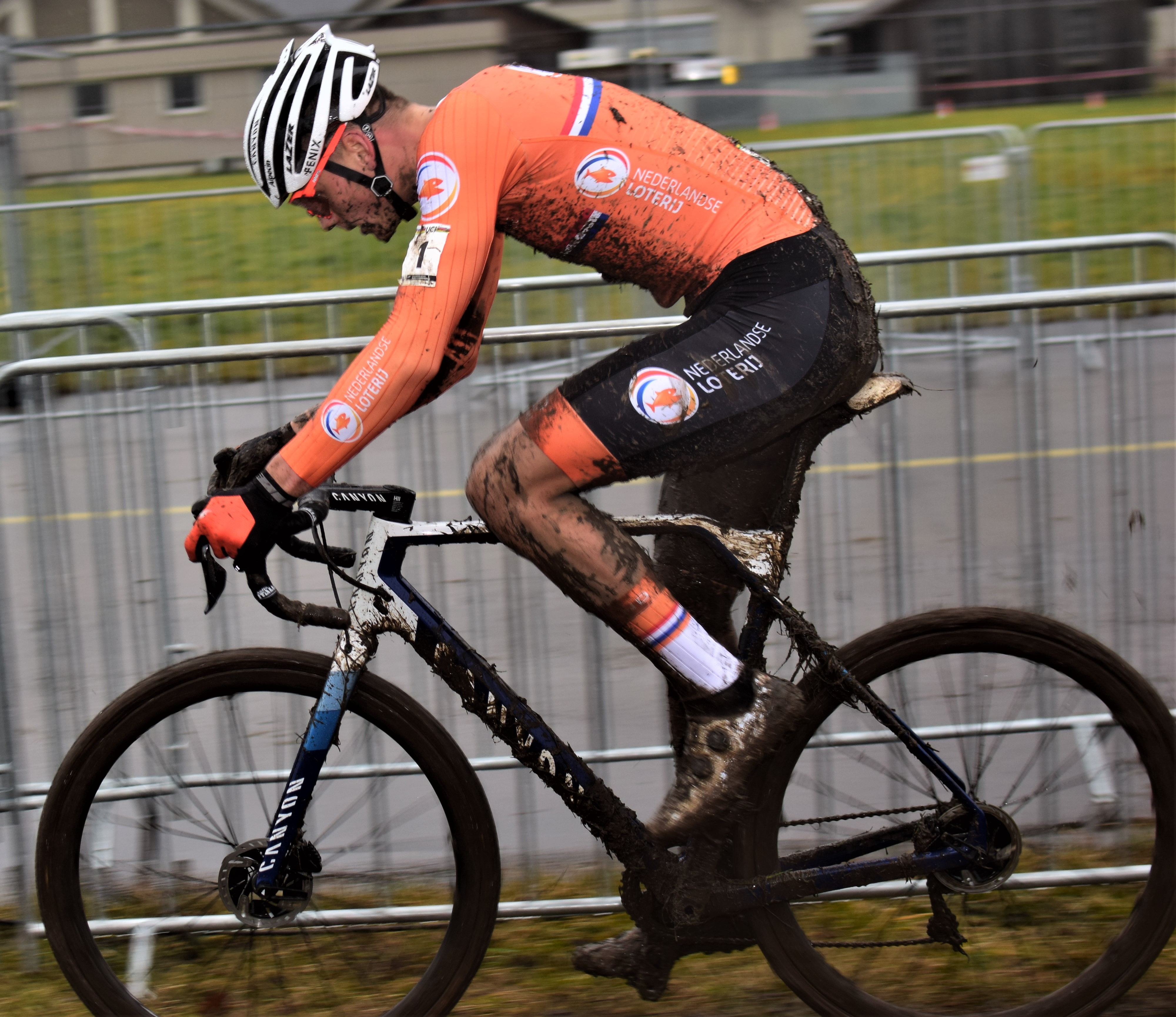
Mathieu van der Poel, hier bei der WM 2020, gewann seinen fünften WM-Titel.

Zeitpunkt: 5. Februar 2023, 15:00 Uhr MEZ
Zum Abschluss der Wettkämpfe wurden 40,000 Zuschauer beim nunmehr achten WM-Duell zwischen Wout van Aert und Mathieu van der Poel erwartet. Das Rennen fand im Heimatort von Adrie van der Poel, Mathieus Vater, statt, der auch für den Parcours verantwortlich war. Belgische Kommentatoren wollten darin eine Vorteilsnahme für seinen Sohn sehen. Wout van Aert verteidigte den Parcours jedoch gegen die Kritik und lobte Van der Poels Weise, Cyclocross-Kurse zu bauen. Er hatte auch die Weltmeisterschaft 2018 in Valkenburg auf einem von Adrie gesteckten Kurs gewonnen.
Insgesamt gingen 40 Fahrer aus 18 Nationen an den Start des Rennens. Bereits in der ersten von 10 Runden wurden die beiden Favoriten ihrem Status gerecht und hängten den Rest des Felds ab. Gelegentliche Attacken Van der Poels vermochten Van Aert nicht abzuschütteln. In den letzten Runden fuhren die beiden das Tempo zurück und belauerten sich bis zur Zielgeraden. Mathieu van der Poel zog den Sprint als erster an und ließ Van Aert hinter sich.
Hinter den beiden lieferten sich Eli Iserbyt und Lars van der Haar ein Duell um den dritten Platz, das Iserbyt ebenfalls auf der Zielgeraden für sich entschied.

## Medaillenspiegel
| Platz | Land           | Gold | Silber | Bronze | Gesamt |
| ----- | -------------- | ---- | ------ | ------ | ------ |
| 1     | Niederlande    | 4    | 3      | 1      | 8      |
| 2     | Belgien        | 1    | 1      | 4      | 6      |
| 3     | Kanada         | 1    | 1      | 0      | 2      |
| 4     | Frankreich     | 1    | 0      | 1      | 2      |
| 5     | Großbritannien | 0    | 2      | 0      | 2      |
| 6     | Tschechien     | 0    | 0      | 1      | 1      |
| Total | Total          | 7    | 7      | 7      | 21     |

## Aufgebote

### Bund Deutscher Radfahrer
Das deutsche Aufgebot wurde am 19. Januar bekanntgegeben.
- Männer Elite: Marcel Meisen, Sascha Weber[24]
- Männer U23: Hannes Degenkolb, Luca Harter, Lukas Herrmann, Silas Kuschla
- Frauen U23: Judith Krahl
- Junioren: Eike Behrens, Max Heiner Oertzen
- Juniorinnen: Messane Bräutigam

### Swiss Cycling
Auch das Schweizer Aufgebot wurde am 19. Januar verkündet.
- Männer Elite: Kevin Kuhn, Gilles Mottiez, Loris Rouiller, Timon Rüegg
- Frauen Elite: Zina Barhoumi
- Männer U23: Jan Christen, Dario Lillo, Matteo Oppizzi, Lars Sommer
- Frauen U23: Jacqueline Schneebeli
- Junioren: Nicolas Halter, Sven Sommer

### Fédération du Sport Cycliste Luxembourgeois
Das Luxemburger Aufgebot wurde am 31. Januar bekannt gegeben.
- Frauen U23: Marie Schreiber, Maïté Barthels, Liv Wenzel
- Juniorinnen: Anouk Schmitz
- Junioren: Noa Berton, Fynn Ury, Rick Meylender

### Österreichischer Radsport-Verband
Die Meldeliste nennt zwei Teilnehmer aus Österreich.
- Frauen Elite: Nadja Heigl
- Männer Elite: Philipp Heigl